# Кондратовичи
Кондратовичи — белорусский дворянский род герба Сырокомля, происходит от некоего Кондрата, которому в XV веке были пожалованы  князем Михаилом Олельковичем Слуцким поместья.
Христофор-Михаил Фомич Кондаратович был стольником и новогрудским подвоеводой (1730).
Его прямым потомком был Людвик Кондратович (Людвиг Франц Владислав Александрович Кондратович; 1823—1862) — известный польский поэт, писавший под псевдонимом «Сырокомли».
Род Кондратовичей разделился на семь ветвей, которые были внесенны в VI и I части родословной книги Виленской, Витебской, Ковенской, Минской и Могилёвской губерний.

герб Кондратович, 1567

Имелись также два рода Кондратовичей более позднего происхождения.